# Radhey Shyam
Radhey Shyam Vijayrania  (ur. 1 maja 1953, zm. 19 sierpnia 2006) – indyjski koszykarz, uczestnik Letnich Igrzysk Olimpijskich 1980
Na olimpiadzie rozegrał 7 spotkań. Razem z drużyną zajął ostatnie 12 miejsce. Zdobył:
- 107 punktów,
- 25 zbiórek,
- 8 asyst
- 8 przechwytów,
- 1 blok[1].

W roku 1983 został laureatem nagrody Arjuna Award.